# José Luis Pérez de Arteaga
José Luis Pérez de Arteaga (Madrid, 1950 - Madrid, 8 de febrer de 2017) va ser un crític musical, periodista i musicòleg espanyol.

## Biografia
El 1985 va començar a dirigir i presentar El mundo de la fonografía a Radio Clásica un espai centrat a l'àrea del so gravat, en novetats discogràfiques, produccions històriques, commemoracions i efemèrides, sempre acompanyades de registres fonogràfics. A Radio 1 era col·laborador de El ojo crítico i a Radio Exterior dirigia En clave de 5. La seva veu també era habitual en les retransmissions del Concert d'Any Nou per a Televisió Espanyola (TVE) i en les retransmissions dels concerts de l'Orquestra i Cor Nacionals d'Espanya. Va escriure diversos llibres sobre el compositor Gustav Mahler, de fet, era considerat com un dels biògrafs mahlerians més importants del país. Havia dedicat a l'austríac dos volums sobre la seva vida i obra i havia fet, a més, un complet inventari discogràfic.
Es va formar musicalment a Espanya i posteriorment en la Guildhall School of Music and Drama de Londres. Va estudiar piano amb Rosa Maria Kucharski. Va escriure milers d'articles i crítiques musicals para les revistes Ritmo i Scherzo, el butlletí de Diverdi, i en els periòdics ABC, La Razón i El País. Entre 1981 i 1985 va ser director de l'Enciclopèdia Salvat de la Música.
Segons Pérez de Arteaga, en la ràdio el seu mentor va ser Rafael Taibo.